# Morti nel 2022/Novembre
| Questa pagina contiene informazioni ricavate automaticamente dalle voci biografiche con l'ausilio del template Bio e di un bot. L'aggiornamento è periodico e automatico e ricostruisce completamente la pagina. Se manca una persona in questa lista, sei pregato di non aggiungerla, ma accertati piuttosto che la sua voce biografica contenga il template Bio e che i dati anagrafici siano correttamente compilati. Se il template Bio manca, inseriscilo tu stesso o, in alternativa, metti l'avviso {{tmp\|Bio}} che ne segnala la mancanza. Se i dati riportati sono sbagliati, correggi direttamente la voce biografica; le modifiche saranno visibili in questa lista entro pochi giorni. Per chiarimenti vedi il progetto biografie. La lista contiene solo le 189 persone che sono citate nell'enciclopedia e per le quali è stato implementato correttamente il template Bio. Pagina aggiornata al 10 ago 2025. |

- 1º novembre - Takeoff, rapper statunitense (n. 1994)
- 1º novembre - Wilson Kiprugut, mezzofondista e velocista keniota (n. 1938)
- 1º novembre - Romano Mazzoli, politico e avvocato statunitense (n. 1932)
- 1º novembre - Patricia Ruanne, ballerina, direttrice artistica e coreografa britannica (n. 1945)
- 1º novembre - George Spell, attore statunitense (n. 1958)
- 2 novembre - Mauro Forghieri, ingegnere, progettista e dirigente sportivo italiano (n. 1935)
- 2 novembre - Bello Musa Kofarmata, calciatore nigeriano (n. 1988)
- 2 novembre - Michael Möllenbeck, discobolo tedesco (n. 1969)
- 2 novembre - Ela Bhatt, attivista indiana (n. 1933)
- 2 novembre - Mauro Severino, regista e sceneggiatore italiano (n. 1936)
- 2 novembre - Franco Tatò, dirigente d'azienda italiano (n. 1932)
- 2 novembre - Jonathan Tseng, militare taiwanese (n. 1997)
- 2 novembre - Ron Watts, cestista statunitense (n. 1943)
- 3 novembre - Ray Guy, giocatore di football americano statunitense (n. 1949)
- 3 novembre - Douglas McGrath, sceneggiatore, regista e attore statunitense (n. 1958)
- 3 novembre - Kevin O'Neill, fumettista britannico (n. 1953)
- 3 novembre - Antonio Piva, politico italiano (n. 1942)
- 3 novembre - Siegfried Stritzl, calciatore jugoslavo (n. 1944)
- 3 novembre - Wang Tao, calciatore cinese (n. 1970)
- 4 novembre - Dave Butz, giocatore di football americano statunitense (n. 1950)
- 4 novembre - Alejandro Chomski, regista e sceneggiatore argentino (n. 1968)
- 4 novembre - Toralv Maurstad, attore e regista teatrale norvegese (n. 1926)
- 4 novembre - Bill Sheffield, politico statunitense (n. 1928)
- 4 novembre - Jan Spitzer, attore, doppiatore e cantante tedesco (n. 1947)
- 4 novembre - Igor Sypniewski, calciatore polacco (n. 1974)
- 4 novembre - Alfredo Horacio Zecca, arcivescovo cattolico argentino (n. 1949)
- 5 novembre - Daniele Barioni, tenore italiano (n. 1930)
- 5 novembre - Aaron Carter, cantante, rapper e attore statunitense (n. 1987)
- 5 novembre - Karmenu Mifsud Bonnici, politico maltese (n. 1933)
- 5 novembre - Giandomenico Ongaro, cestista e allenatore di pallacanestro italiano (n. 1941)
- 5 novembre - Clotilde Pontecorvo, psicologa e pedagogista italiana (n. 1936)
- 6 novembre - Carlo Galli, calciatore e dirigente sportivo italiano (n. 1931)
- 6 novembre - Edward Prescott, economista statunitense (n. 1940)
- 7 novembre - Michael Boyce, ammiraglio britannico (n. 1943)
- 7 novembre - Chrysostomos II, arcivescovo ortodosso cipriota (n. 1941)
- 7 novembre - Jeff Cook, chitarrista e musicista statunitense (n. 1949)
- 7 novembre - Leslie Phillips, attore britannico (n. 1924)
- 7 novembre - Éva Szabó, tennista ungherese (n. 1945)
- 7 novembre - Pilar Valero, cestista e allenatrice di pallacanestro spagnola (n. 1970)
- 8 novembre - Anna Maria Bertarini, architetta italiana (n. 1923)
- 8 novembre - Giuseppe Bono, dirigente d'azienda italiano (n. 1944)
- 8 novembre - Lee Bontecou, scultrice statunitense (n. 1931)
- 8 novembre - Mario Joseph Conti, arcivescovo cattolico britannico (n. 1934)
- 8 novembre - Robert Owen Evans, astronomo australiano (n. 1937)
- 8 novembre - Will Ferdy, cantante e cabarettista belga (n. 1927)
- 8 novembre - Claes-Göran Hederström, cantante svedese (n. 1945)
- 8 novembre - Maurice Karnaugh, informatico e ingegnere statunitense (n. 1924)
- 8 novembre - Pierre Kartner, cantante, compositore e paroliere olandese (n. 1935)
- 8 novembre - Dan McCafferty, cantante scozzese (n. 1946)
- 8 novembre - Daniel Mejías, calciatore andorrano (n. 1982)
- 8 novembre - Giuseppe Semeraro, politico italiano (n. 1947)
- 8 novembre - George Young, mezzofondista, siepista e maratoneta statunitense (n. 1937)
- 8 novembre - Evelyn de Rothschild, imprenditore, filantropo e mecenate britannico (n. 1931)
- 9 novembre - Bao Tong, politico cinese (n. 1932)
- 9 novembre - Gal Costa, cantante e attrice brasiliana (n. 1945)
- 9 novembre - Einārs Gņedojs, calciatore lettone (n. 1965)
- 9 novembre - Roland Guillas, calciatore francese (n. 1936)
- 9 novembre - Mattis Hætta, cantante norvegese (n. 1959)
- 9 novembre - Carlos Pacheco, fumettista spagnolo (n. 1961)
- 10 novembre - Henry Anglade, ciclista su strada francese (n. 1933)
- 10 novembre - Kevin Conroy, attore e doppiatore statunitense (n. 1955)
- 10 novembre - Juan Carlos Orellana, calciatore cileno (n. 1955)
- 10 novembre - Walter Schröder, canottiere e scrittore tedesco (n. 1932)
- 10 novembre - Juan Alfredo Torres, calciatore messicano (n. 1931)
- 11 novembre - John Aniston, attore greco (n. 1933)
- 11 novembre - Gallagher, comico e doppiatore statunitense (n. 1946)
- 11 novembre - Keith Levene, compositore e chitarrista britannico (n. 1957)
- 11 novembre - Pio Monti, gallerista italiano (n. 1941)
- 11 novembre - Sven-Bertil Taube, attore e cantante svedese (n. 1934)
- 11 novembre - Ernesto Togni, vescovo cattolico svizzero (n. 1926)
- 11 novembre - Nik Turner, cantante e sassofonista britannico (n. 1940)
- 11 novembre - Joan Vila i Grau, pittore e vetraio spagnolo (n. 1932)
- 12 novembre - Omero Andreani, allenatore di calcio e calciatore italiano (n. 1935)
- 12 novembre - Roland Buchs-Binz, ufficiale svizzero (n. 1940)
- 12 novembre - John Connaughton, calciatore inglese (n. 1949)
- 12 novembre - Agostino Dodero, fisarmonicista, organista e compositore italiano (n. 1935)
- 12 novembre - Cor van der Gijp, calciatore olandese (n. 1931)
- 12 novembre - Mehran Karimi Nasseri, criminale iraniano (n. 1945)
- 12 novembre - Kazuki Ōmori, regista, produttore cinematografico e sceneggiatore giapponese (n. 1952)
- 12 novembre - Frank D. Robinson, ingegnere statunitense (n. 1930)
- 13 novembre - Colin Campbell, geologo britannico (n. 1931)
- 13 novembre - Anthony Johnson, artista marziale misto statunitense (n. 1984)
- 14 novembre - Umberto Giovine, politico e giornalista italiano (n. 1941)
- 14 novembre - Johanna Lüttge, pesista tedesca (n. 1936)
- 14 novembre - Cesare Trinchieri, arbitro di calcio italiano (n. 1934)
- 14 novembre - Jaap van der Veen, cestista olandese (n. 1923)
- 14 novembre - Kiyoyuki Yanada, doppiatore giapponese (n. 1965)
- 15 novembre - Biancamaria Tedeschini Lalli, anglista italiana (n. 1928)
- 15 novembre - Johan Hamel, arbitro di calcio francese (n. 1980)
- 15 novembre - Gustavo Moncayo, insegnante colombiano (n. 1952)
- 15 novembre - Jimmy O'Rourke, calciatore e allenatore di calcio scozzese (n. 1946)
- 16 novembre - Nicki Aycox, attrice statunitense (n. 1975)
- 16 novembre - Sergio Calzavara, calciatore italiano (n. 1927)
- 16 novembre - Robert Clary, attore francese (n. 1926)
- 16 novembre - Mike Macaluso, cestista statunitense (n. 1951)
- 16 novembre - Isabel Salgado, pallavolista e giocatrice di beach volley brasiliana (n. 1960)
- 17 novembre - Ernesto Abaterusso, politico italiano (n. 1956)
- 17 novembre - Azio Corghi, compositore e musicologo italiano (n. 1937)
- 17 novembre - Aleksandr Gorškov, danzatore su ghiaccio sovietico (n. 1946)
- 17 novembre - Marino Parisotto, fotografo italiano (n. 1962)
- 17 novembre - Gerhard Rodax, calciatore austriaco (n. 1965)
- 17 novembre - Marcus Sedgwick, scrittore e illustratore britannico (n. 1968)
- 17 novembre - Tomáš Svoboda, compositore e pianista cecoslovacco (n. 1939)
- 18 novembre - Pierre Chery, fumettista francese (n. 1927)
- 18 novembre - Nico Fidenco, cantautore e compositore italiano (n. 1933)
- 18 novembre - Francis Joseph, calciatore inglese (n. 1960)
- 18 novembre - Ned Rorem, compositore statunitense (n. 1923)
- 18 novembre - Claudio Trevisan, calciatore italiano (n. 1947)
- 18 novembre - Brunello Vigezzi, storico italiano (n. 1930)
- 19 novembre - Greg Bear, autore di fantascienza statunitense (n. 1951)
- 19 novembre - Jason David Frank, attore e artista marziale statunitense (n. 1973)
- 19 novembre - Antonio Mastrogiacomo, politico italiano (n. 1935)
- 19 novembre - Fausto Razzi, compositore italiano (n. 1932)
- 20 novembre - Barimar, fisarmonicista, organista e arrangiatore italiano (n. 1925)
- 20 novembre - Gianni Bisiach, giornalista, scrittore e medico italiano (n. 1927)
- 20 novembre - Hédi Fried, scrittrice rumena (n. 1924)
- 20 novembre - Mickey Kuhn, attore statunitense (n. 1932)
- 20 novembre - Gunilla Palmstierna-Weiss, costumista, scenografa e scultrice svizzera (n. 1928)
- 20 novembre - Fulvio Papi, filosofo italiano (n. 1930)
- 20 novembre - Hebe de Bonafini, attivista argentina (n. 1928)
- 20 novembre - Pavel Smetáček, clarinettista, sassofonista e compositore ceco (n. 1940)
- 20 novembre - Straub e Huillet, regista e sceneggiatore francese (n. 1933)
- 21 novembre - Ezio Alovisi, regista italiano (n. 1933)
- 21 novembre - Roberto Brunelli, religioso, scrittore e critico d'arte italiano (n. 1938)
- 21 novembre - Wilko Johnson, cantautore, chitarrista e attore britannico (n. 1947)
- 21 novembre - Kálmán Mészöly, calciatore e allenatore di calcio ungherese (n. 1941)
- 21 novembre - Margherita Mo, partigiana italiana (n. 1923)
- 21 novembre - Jürgen Nöldner, calciatore tedesco orientale (n. 1941)
- 21 novembre - Ed Parish Sanders, teologo statunitense (n. 1937)
- 22 novembre - Luce Auger, modella francese (n. 1934)
- 22 novembre - John Y. Brown Jr., politico, imprenditore e dirigente sportivo statunitense (n. 1933)
- 22 novembre - Erasmo Carlos, cantante e compositore brasiliano (n. 1941)
- 22 novembre - Roberto Maroni, politico italiano (n. 1955)
- 22 novembre - Bernadette Mayer, poetessa e artista statunitense (n. 1945)
- 22 novembre - Pablo Milanés, cantautore cubano (n. 1943)
- 23 novembre - John Beasley, cestista statunitense (n. 1944)
- 23 novembre - Milovan Danojlić, scrittore e politico serbo (n. 1937)
- 23 novembre - David Johnson, calciatore e allenatore di calcio inglese (n. 1951)
- 23 novembre - Enrique Rodríguez, pugile spagnolo (n. 1951)
- 24 novembre - Christian Bobin, scrittore e poeta francese (n. 1951)
- 24 novembre - Hans Magnus Enzensberger, scrittore, poeta e traduttore tedesco (n. 1929)
- 24 novembre - Issei Sagawa, criminale e scrittore giapponese (n. 1949)
- 24 novembre - Börje Salming, hockeista su ghiaccio svedese (n. 1951)
- 24 novembre - Ann-Marie Wikner, cestista svedese (n. 1954)
- 25 novembre - Irene Cara, attrice, cantante e ballerina statunitense (n. 1959)
- 25 novembre - Jim Wright, cestista statunitense (n. 1959)
- 26 novembre - Renato Balestra, stilista italiano (n. 1924)
- 26 novembre - Luciano Caramel, critico d'arte e storico dell'arte italiano (n. 1935)
- 26 novembre - Fernando Gomes, calciatore portoghese (n. 1956)
- 26 novembre - David Ray Griffin, filosofo e scrittore statunitense (n. 1939)
- 26 novembre - James B. Kaler, astronomo e scrittore statunitense (n. 1938)
- 26 novembre - Uladzimir Makej, politico e militare bielorusso (n. 1958)
- 26 novembre - Antonino Mannino, politico italiano (n. 1939)
- 26 novembre - Albert Pyun, regista statunitense (n. 1953)
- 26 novembre - Doddie Weir, rugbista a 15 e dirigente d'azienda britannico (n. 1970)
- 26 novembre - Charley Wolf, allenatore di pallacanestro statunitense (n. 1926)
- 27 novembre - Richard Kuuia Baawobr, cardinale e vescovo cattolico ghanese (n. 1959)
- 27 novembre - Robert Blum, schermidore statunitense (n. 1928)
- 27 novembre - Gábor Csapó, pallanuotista ungherese (n. 1950)
- 27 novembre - Daniela Maccelli, ginnasta italiana (n. 1949)
- 27 novembre - Maurice Norman, calciatore inglese (n. 1934)
- 27 novembre - Gianfranco Piccioli, produttore cinematografico, regista e sceneggiatore italiano (n. 1944)
- 27 novembre - Murray Waxman, cestista canadese (n. 1925)
- 28 novembre - Cliff Emmich, attore statunitense (n. 1936)
- 28 novembre - Carlo Facchin, allenatore di calcio, calciatore e allenatore di calcio a 5 italiano (n. 1938)
- 28 novembre - Clarence Gilyard Jr., attore statunitense (n. 1955)
- 28 novembre - Donald McEachin, politico statunitense (n. 1961)
- 28 novembre - Giancarlo Padoan, doppiatore italiano (n. 1935)
- 28 novembre - Nello Sbaiz, dirigente sportivo, allenatore di calcio e calciatore italiano (n. 1941)
- 29 novembre - Andrés Balanta, calciatore colombiano (n. 2000)
- 29 novembre - Mohd Hashim Mustapha, allenatore di calcio e calciatore malese (n. 1966)
- 29 novembre - Pierluigi Cerri, architetto e designer italiano (n. 1939)
- 29 novembre - Anthony Hampden Dickson, vescovo cattolico giamaicano (n. 1935)
- 29 novembre - Hilkka Hakola, cestista e pallavolista finlandese (n. 1934)
- 29 novembre - Brad William Henke, giocatore di football americano e attore statunitense (n. 1966)
- 29 novembre - Haruo Kamimura, goista giapponese (n. 1949)
- 29 novembre - Aline Kominsky-Crumb, fumettista statunitense (n. 1948)
- 29 novembre - Roman Załuski, regista e sceneggiatore polacco (n. 1936)
- 30 novembre - Paolo Farina, calciatore italiano (n. 1939)
- 30 novembre - Georges Groine, pilota di rally francese (n. 1934)
- 30 novembre - John Hadl, giocatore di football americano statunitense (n. 1940)
- 30 novembre - Murray Halberg, mezzofondista neozelandese (n. 1933)
- 30 novembre - Jiang Zemin, politico cinese (n. 1926)
- 30 novembre - Maria Malara Arria, pittrice italiana (n. 1917)
- 30 novembre - Christine McVie, cantautrice e tastierista britannica (n. 1943)
- 30 novembre - Ray Nelson, autore di fantascienza statunitense (n. 1931)
- 30 novembre - Alfredo Paglione, gallerista, mecenate e collezionista d'arte italiano (n. 1936)
- 30 novembre - Davide Rebellin, ciclista su strada italiano (n. 1971)
- 30 novembre - Elena Santoni, ginnasta italiana (n. 1930)